# 國家影評人協會
國家影評人協會（英語：The National Society of Film Critics）又譯美國影評人協會、美國國家影評人協會，是個影評組織，由約60名紐約地區的報紙、週刊、雜誌影評人組成。國家影評人協會成員多是美國的專業級影評人。

## 歷史
國家影評人協會建立於1966年，是由一群紐約市的電影影評人組成，紐約影評人協會拒絕他們加入協會，因此這群人另建國家影評人協會。國家影評人協會是在《週六評論》（The Saturday Review）影評人郝利斯·阿尔普特（Hollis Alpert）在紐約市的公寓中建立；郝利斯·阿尔普特曾與保林·凱爾（Pauline Kael）共同創辦《紐約客》（The New Yorker）雜誌。其他的原始成員包含：《新聞週刊》影評人喬·摩根斯登（Joe Morgenstern）、《生活》（Life Magazine）雜誌影評人理查德·希克爾（Richard Schickel）。國家影評人協會的建立，也因上述影評人與《紐約時報》影評人鮑斯雷·克洛瑟（Bosley Crowther）的對立有關；鮑斯雷·克洛瑟當時已長期主導紐約影評人協會的言論。這群在紐約地區享有盛名的影評人，認為他們工作或主筆的報紙、雜誌在紐約地區相當暢銷，因此認為他們新建立的影評組織為「全國性」的影評人協會。

## 國家影評人協會獎
每年1月上旬，國家影評人協會頒發國家影評人協會獎。國家影評人協會獎是費比西獎（FIPRESCI，國際影評人獎）的美國代表。歷年來，國家影評人協會的最佳影片得主，與奧斯卡最佳影片獎只有4次重複的情況。目前的固定獎項有：
- 最佳影片（英语：National Society of Film Critics Award for Best Film）
- 最佳導演（英语：National Society of Film Critics Award for Best Director）
- 最佳男主角（英语：National Society of Film Critics Award for Best Actor）
- 最佳女主角（英语：National Society of Film Critics Award for Best Actress）
- 最佳男配角（英语：National Society of Film Critics Award for Best Supporting Actor）
- 最佳女配角（英语：National Society of Film Critics Award for Best Supporting Actress）
- 最佳劇本（英语：National Society of Film Critics Award for Best Screenplay）
- 最佳攝影（英语：National Society of Film Critics Award for Best Cinematography）
- 最佳外語片（英语：National Society of Film Critics Award for Best Foreign Language Film）
- 最佳非劇情片（英语：National Society of Film Critics Award for Best Non-Fiction Film）

## 外部連結
- 官方网站
- Los Angeles Times: Hollis Alpert, 1916-2007: Writer co-founded National Society of Film Critics（页面存档备份，存于）